# OGAE
OGAE (francouzsky Organisation Générale des Amateurs de l'Eurovision, anglicky: General Organization of Eurovision Fans) je nevládní a nezisková mezinárodní organizace, kterou tvoří 42 fanklubů Eurovision Song Contest z celé Evropy i mimo ni. Byla založena v roce 1984 v Savonlinně ve Finsku Jaripekkou Koikkalainenem.
OGAE každý rok pořádá čtyři neziskové soutěže s cílem propagovat národní hudbu po celém světě. Organizace často spolupracuje s Evropskou vysílací unií (EVU) a národními vysílateli ze zúčastněných zemí, aby pomohla propagovat Eurovision Song Contest.
Prezidentem mezinárodní sítě OGAE je Simon Bennett ze Spojeného království, který v roce 2015 nahradil Maiken Mäemets z Finska.

## Historie
Eurovision Song Contest vznikla v roce 1956 a v roce 1984 založila Jaripekka Koikkalainen v Savonlinně OGAE. Organizace, která je nezávislým fanklubem Eurovize, funguje jako nevládní, nepolitický a neziskový orgán a často spolupracuje s Evropskou vysílací unií (EVU). Členem se mohou stát země, které se účastní Eurovision Song Contest nebo se účastnily v minulosti. Další země v Evropě i mimo ni, které nemají vlastní OGAE klub, včetně Kazachstánu, Monaka, San Marina, Jižní Afriky nebo Spojených států amerických, patří kdo klubu OGAE Rest of the World.
Organizace každoročně pořádá čtyři soutěže – Song Contest, Second Chance Contest, Video Contest a Home Composed Song Contest. Cílem OGAE je zvýšení povědomí o národních hudebních proudech, spolupráce s fanoušky Eurovize, budování silných vazeb mezi národními vysílateli a rozšiřování fanouškovské základny samotné Eurovision Song Contest.
| Pozice                 | Jméno            | Klub OGAE          |
| ---------------------- | ---------------- | ------------------ |
| Prezident              | Simon Bennett    | Spojené království |
| Tajemník               | Anthony Cigé     | Island             |
| Pokladník              | Morten Thomassen | Norsko             |
| Členové představenstva | Tamás Vámos      | Maďarsko           |
| Členové představenstva | Marcus Davey     | Austrálie (ROW)    |
| Zastupující členové    | Alasdair Rendall | Spojené království |
| Zastupující členové    | Klaus Woryna     | Německo            |

## Členové OGAE
V organizaci je 44 členů, včetně dvou v Německu:
- Albánie
- Andorra
- Arménie
- Austrálie
- Ázerbájdžán
- Belgie
- Bělorusko
- Bulharsko
- Česko
- Dánsko
- Estonsko
- Finsko
- Francie
- Chorvatsko
- Irsko
- Island
- Itálie
- Izrael
- Kypr
- Litva
- Lotyšsko
- Lucembursko
- Maďarsko
- Malta
- Moldavsko
- Německo
- Německý eurovizní klub
- Nizozemsko
- Norsko
- Polsko
- Portugalsko
- Rakousko
- Rumunsko
- Rusko
- Řecko
- Slovinsko
- Spojené království
- Srbsko
- Španělsko
- Švédsko
- Švýcarsko
- Turecko
- Ukrajina
- Rest of the World (Zbytek světa)

### OGAE Rest of the World
Země, které nemají vlastní klub OGAE, ale jsou aktivními nebo přidruženými členy EVU, jsou sjednoceny pod názvem „Rest of the World“.
- Afghánistán
- Alžírsko
- Argentina
- Bosna a Hercegovina[a]
- Botswana
- Brazílie
- Černá Hora[a]
- Čína
- Egypt
- Gruzie[a]
- Hongkong
- Chile
- Japonsko
- Jižní Afrika
- Jižní Korea
- Jordánsko
- Kanada
- Kazachstán
- Kolumbie
- Kostarika
- Kyrgyzstán
- Lesotho
- Libanon
- Lichtenštejnsko
- Maroko[a]
- Mexiko
- Moldavsko[a]
- Monako[a]
- Namibie
- Nový Zéland
- Peru
- San Marino[a]
- Seychely
- Slovensko
- Spojené arabské emiráty
- Spojené státy americké
- Svazijsko
- Uzbekistán
- Venezuela

## Soutěže OGAE

### OGAE Poll
Od roku 2007 pořádá OGAE před Eurovizí anketu, ve které každý klub vybírá ze všech soutěžních písní svého vítěze, a to stejným způsobem, jako v hlavní soutěži – píseň s největším počtem hlasů získává 12 bodů, druhá v pořadí bodů 10 a další si rozdělují 8 až 1 bod, přičemž národní kluby nemohou hlasovat pro vlastního interpreta.
| Rok  | Vítěz      | Skladba                 | Interpret            | 2. místo   | 3. místo           |
| ---- | ---------- | ----------------------- | -------------------- | ---------- | ------------------ |
| 2007 | Srbsko     | „Molitva“ (Молитва)     | Marija Šerifović     | Belgie     | Švýcarsko          |
| 2008 | Švédsko    | „Hero“                  | Charlotte Perrelli   | Švýcarsko  | Srbsko             |
| 2009 | Norsko     | „Fairytale“             | Alexander Rybak      | Francie    | Švédsko            |
| 2010 | Dánsko     | „In a Moment Like This“ | Chanée a N'evergreen | Izrael     | Německo            |
| 2011 | Maďarsko   | „What About My Dreams?“ | Kati Wolf            | Francie    | Spojené království |
| 2012 | Švédsko    | „Euphoria“              | Loreen               | Itálie     | Island             |
| 2013 | Dánsko     | „Only Teardrops“        | Emmelie de Forest    | San Marino | Norsko             |
| 2014 | Švédsko    | „Undo“                  | Sanna Nielsen        | Maďarsko   | Izrael             |
| 2015 | Itálie     | „Grande amore“          | Il Volo              | Švédsko    | Estonsko           |
| 2016 | Francie    | „J'ai cherché“          | Amir                 | Rusko      | Austrálie          |
| 2017 | Itálie     | „Occidentali's Karma“   | Francesco Gabbani    | Belgie     | Švédsko            |
| 2018 | Izrael     | „Toy“                   | Netta                | Francie    | Finsko             |
| 2019 | Itálie     | „Soldi“                 | Mahmood              | Švýcarsko  | Nizozemsko         |
| 2020 | Litva      | „On Fire“               | The Roop             | Island     | Švýcarsko          |
| 2021 | Malta      | „Je me casse“           | Destiny              | Švýcarsko  | Francie            |
| 2022 | Švédsko    | „Hold Me Closer“        | Cornelia Jakobs      | Itálie     | Španělsko          |
| 2023 | Švédsko    | „Tattoo“                | Loreen               | Finsko     | Francie            |
| 2024 | Chorvatsko | „Rim Tim Tagi Dim“      | Baby Lasagna         | Itálie     | Švýcarsko          |
| 2025 | Švédsko    | „Bara bada bastu“       | KAJ                  | Rakousko   | Nizozemsko         |

| Legenda |                                 |
|         | Vítěz                           |
|         | 2. místo                        |
|         | 3. místo                        |
|         | Interpret nepostoupil do finále |
|         | Ročník zrušen                   |

### OGAE Second Chance Contest
Soutěž byla založena v roce 1987 a je organizována jednotlivými kluby OGAE. V prvním ročníku soutěžily čtyři národy.
Každé léto po Eurovision Song Contest může každý klub přihlásit jednoho interpreta, který se zúčastnil národního výběru Eurovize, ale jehož píseň nebyla vybrána. Členové klubu vybírají zástupce, který má v soutěži reprezentovat jejich klub. V soutěži poté hlasují členové OGAE klubů, hlasy odesílají klubu, který ročník soutěže pořádá.
| Rok  | Vítěz      | Skladba                       | Interpret          | Body | 2. místo            | 3. místo           | Hostitel            | Počet účastníků |
| ---- | ---------- | ----------------------------- | ------------------ | ---- | ------------------- | ------------------ | ------------------- | --------------- |
| 1987 | Švédsko    | „Högt över havet“             | Arja Saijonmaa     | 24   | Nizozemsko Norsko   | neuděleno          | Huizen              | 8               |
| 1988 | Švédsko    | „Om igen“                     | Lena Philipsson    | 63   | Finsko              | Nizozemsko         | Östersund           | 10              |
| 1989 | Dánsko     | „Landet Camelot“              | Lecia Jønsson      | 72   | Švédsko             | Německo            | Östersund           | 9               |
| 1990 | Švédsko    | „Mitt i ett äventyr“          | Carola             | 119  | Itálie              | Německo            | Östersund           | 13              |
| 1991 | Švédsko    | „Tvillingsjäl“                | Pernilla Wahlgren  | 106  | Řecko               | Izrael             | Östersund           | 15              |
| 1992 | Norsko     | „Du skal få din dag i morgen“ | Wenche Myhre       | 78   | Izrael              | Irsko              | Montabaur           | 11              |
| 1993 | Norsko     | „Din egen stjerne“            | Merethe Trøan      | 188  | Nizozemsko          | Spojené království | Oslo                | 22              |
| 1994 | Švédsko    | „Det vackraste jag vet“       | Gladys Del Pilar   | 176  | Spojené království  | Norsko             | Oslo                | 16              |
| 1995 | Švédsko    | „Det vackraste“               | Cecilia Vennersten | 129  | Spojené království  | Irsko              | Örebro              | 9               |
| 1996 | Švédsko    | „Juliette & Jonathan“         | Lotta Engberg      | 152  | Chorvatsko          | Německo            | Farsta              | 22              |
| 1997 | Itálie     | „Storie“                      | Anna Oxa           | 165  | Irsko               | Německo            | Hannover            | 17              |
| 1998 | Nizozemsko | „Alsof je bij me bent“        | Nurlaila           | 192  | Švédsko             | Norsko             | Hamburk             | 18              |
| 1999 | Turecko    | „Unuttuğumu Sandığım Anda“    | Feryal Başel       | 164  | Belgie              | Německo            | Emmen               | 16              |
| 2000 | Finsko     | „Oot voimani mun“             | Anna Eriksson      | 177  | Spojené království  | Španělsko          | Istanbul            | 21              |
| 2001 | Švédsko    | „Allt som jag ser“            | Barbados           | 252  | Španělsko           | Spojené království | Helsinky            | 20              |
| 2002 | Španělsko  | „Corazón latino“              | David Bisbal       | 203  | Švédsko             | Izrael             | Stockholm           | 18              |
| 2003 | Švédsko    | „Not a Sinner Nor a Saint“    | Alcazar            | 215  | Slovinsko           | Rakousko           | Las Palmas          | 19              |
| 2004 | Španělsko  | „Mi obsesión“                 | Davinia            | 192  | Švédsko             | Německo            | Växjö               | 21              |
| 2005 | Švédsko    | „Alcastar“                    | Alcazar            | 201  | Srbsko a Černá Hora | Slovinsko          | Bilbao              | 23              |
| 2006 | Slovinsko  | „Mandoline“                   | Saša Lendero       | 201  | Norsko              | Švédsko            | Stockholm           | 19              |
| 2007 | Švédsko    | „Cara Mia“                    | Måns Zelmerlöw     | 252  | Spojené království  | Španělsko          | Lublaň              | 20              |
| 2008 | Švédsko    | „Empty Room“                  | Sanna Nielsen      | 268  | Španělsko           | Polsko             | Stockholm           | 21              |
| 2009 | Dánsko     | „Someday“                     | Hera Björk         | 257  | Švédsko             | Španělsko          | Stockholm           | 20              |
| 2010 | Švédsko    | „Kom“                         | Timoteij           | 267  | Dánsko              | Portugalsko        | Kodaň               | 22              |
| 2011 | Island     | „Nótt“                        | Yohanna            | 224  | Švédsko             | Itálie             | Göteborg            | 21              |
| 2012 | Španělsko  | „Tu vida es tu vida“          | Pastora Soler      | 201  | Švédsko             | Norsko             | Johannesburg        | 19              |
| 2013 | Norsko     | „Bombo“                       | Adelén             | 151  | Itálie              | Maďarsko           | Barcelona           | 15              |
| 2014 | Švédsko    | „Survivor“                    | Helena Paparizou   | 259  | Španělsko           | Portugalsko        | Oslo                | 20              |
| 2015 | Itálie     | „Fatti avanti amore“          | Nek                | 305  | Švédsko             | Dánsko             | Stockholm           | 18              |
| 2016 | Polsko     | „Cool Me Down“                | Margaret           | 277  | Švédsko             | Izrael             | Siena               | 23              |
| 2017 | Švédsko    | „A Million Years“             | Mariette           | 329  | Itálie              | Ukrajina           | Varšava             | 22              |
| 2018 | Itálie     | „Il mondo prima di te“        | Annalisa           | 350  | Francie             | Finsko             | Eskilstuna          | 27              |
| 2019 | Francie    | „Tous les deux“               | Seemone            | 294  | Itálie              | Švédsko            | Udine               | 24              |
| 2020 | Švédsko    | „Kingdom Come“                | Anna Bergendahl    | 344  | Finsko              | Itálie             | Paříž/Lille/Limoges | 22              |
| 2021 | Norsko     | „Monument“                    | KEiiNO             | 441  | Švédsko             | Itálie             | Stockholm           | 14              |
| 2022 | Švédsko    | „In i dimman“                 | Medina             | 316  | Finsko              | Španělsko          | Oslo                | 27              |
| 2023 | Švédsko    | „Air“                         | Marcus & Martinus  | 322  | Norsko              | Finsko             | Eskilstuna          | 23              |
| 2024 | Itálie     | „Sinceramente“                | Annalisa           | 364  | Švédsko             | Norsko             | Borås               | 16              |

### OGAE Song Contest
Do OGAE Song Contest se mohou zapojit všechny kluby OGAE se skladbou, která byla v jejich zemi vydána v předchozích 12 měsících. Soutěžní písně musí být zpívány v jednom z úředních jazyků země.

#### Seznam účastníků
Dosud se soutěže alespoň jednou zúčastnilo 59 zemí.
| Rok  | Debutující země                                                |
| ---- | -------------------------------------------------------------- |
| 1986 | Finsko, Německo, Nizozemsko, Norsko, Švédsko                   |
| 1987 | Botswana (ROW), Izrael, Portugalsko, Španělsko, Zimbabwe (ROW) |
| 1988 | Belgie, Řecko, Spojené království                              |
| 1989 | Dánsko, Francie                                                |
| 1990 | Rakousko, Kypr, Irsko, Itálie                                  |
| 1991 | Bulharsko, Monako                                              |
| 1992 | Lucembursko                                                    |
| 1993 | Japonsko (ROW), Slovensko, Švýcarsko                           |
| 1994 | Jižní Afrika (ROW), Turecko                                    |
| 1996 | Austrálie                                                      |
| 1997 | Nový Zéland (ROW)                                              |
| 1998 | Polsko                                                         |
| 1999 | Chorvatsko, Jugoslávie, Kazachstán (ROW)                       |
| 2000 | Island, Malta, Slovinsko                                       |
| 2001 | Bosna a Hercegovina, Rusko                                     |
| 2002 | Severní Makedonie                                              |
| 2003 | Litva, Srbsko a Černá Hora                                     |
| 2005 | Estonsko, Libanon                                              |
| 2006 | Albánie, Andorra, Arménie, Srbsko, Ukrajina                    |
| 2008 | Ázerbájdžán, Kanada (ROW)                                      |
| 2009 | Guyana (ROW)                                                   |
| 2011 | Spojené státy americké (ROW)                                   |
| 2012 | Mexiko (ROW)                                                   |
| 2013 | Kolumbie (ROW), Bělorusko                                      |
| 2014 | Černá Hora                                                     |
| 2015 | Lotyšsko                                                       |
| 2016 | Česko, Maďarsko                                                |

#### Vítězové
Od založení soutěže v roce 1986 soutěž ovládlo čtrnáct zemí. Nejúspěšnější je Spojené království, které vyhrálo sedmkrát.
| Rok  | Vítěz              | Skladba                         | Interpret                            | Body          | Hostitel                   | Počet účastníků |
| ---- | ------------------ | ------------------------------- | ------------------------------------ | ------------- | -------------------------- | --------------- |
| 1986 | Německo            | „Stimmen in Wind“               | Juliane Werding                      | 16            | Savonlinna                 | 5               |
| 1987 | Izrael             | „Ba'ati Eleiha“ (באתי אליך)     | Yardena Arazi                        | 83            | Savonlinna                 | 10              |
| 1988 | Německo            | „Explosion“                     | Mary Roos                            | 83            | Cardiff                    | 10              |
| 1989 | Norsko             | „Hjem“                          | Karoline Krüger a Anita Skorgan      | 93            | Berlín                     | 13              |
| 1990 | Itálie             | „Vattene amore“                 | Mietta a Amedeo Minghi               | 136           | Oslo                       | 18              |
| 1991 | Francie            | „Désenchantée“                  | Mylène Farmer                        | 151           | Pisa                       | 17              |
| 1992 | Portugalsko        | „Se o dia nascesse“             | Nucha                                | 115           | Paříž                      | 16              |
| 1993 | Itálie             | „La solitudine“                 | Laura Pausini                        | 154           | Montargis                  | 20              |
| 1994 | Řecko              | „Ftes“ (Φταις)                  | Sabrina                              | 116           | Pisa                       | 19              |
| 1995 | Španělsko          | „Cada vez“                      | Paloma San Basilio                   | 144           | Athény                     | 21              |
| 1996 | Španělsko          | „Me quedaré solo“               | Amistades Peligrosas                 | 159           | Las Palmas de Gran Canaria | 16              |
| 1997 | Španělsko          | „Amor perdido“                  | Marta Sánchez                        | 199           | Las Palmas de Gran Canaria | 22              |
| 1998 | Polsko             | „Im Wiecej Ciebie tym mniej“    | Natalia Kukulska                     | 125           | Las Palmas de Gran Canaria | 16              |
| 1999 | Francie            | „Jardin de lumière“             | Leyla Doriane                        | 169           | Athény                     | 24              |
| 2000 | Švédsko            | „Svarta änkan“                  | Nanne                                | 168           | Paříž                      | 26              |
| 2001 | Francie            | „Moi... Lolita“                 | Alizée                               | 189           | Umeå                       | 24              |
| 2002 | Spojené království | „What If“                       | Kate Winslet                         | 126           | Paříž                      | 25              |
| 2003 | Francie            | „Cassé“                         | Nolwenn Leroy                        | 183           | Southampton                | 27              |
| 2004 | Rusko              | „Gryozy“ (Грёзы)                | Varvara                              | 178           | Lyon                       | 27              |
| 2005 | Itálie             | „Da grande“                     | Alexia                               | 164           | Moskva                     | 28              |
| 2006 | Řecko              | „Mambo“                         | Elena Paparizou                      | 244           | Pisa                       | 30              |
| 2007 | Španělsko          | „Qué no daría yo“               | Rebeca                               | 179           | Athény                     | 29              |
| 2008 | Chorvatsko         | „Ruža u kamenu“                 | Franka Batelić                       | 164           | Zaragoza                   | 27              |
| 2009 | Spojené království | „Viva la Vida“                  | Coldplay                             | 248           | Záhřeb                     | 30              |
| 2010 | Spojené království | „Heartbreak (Make Me a Dancer)“ | Freemasons feat. Sophie Ellis-Bextor | 228           | Londýn                     | 27              |
| 2011 | Spojené království | „Someone Like You“              | Adele                                | 189           | Londýn                     | 26              |
| 2012 | Itálie             | „Per sempre“                    | Nina Zilli                           | 219           | Londýn                     | 26              |
| 2013 | Španělsko          | „Te despertaré“                 | Pastora Soler                        | 237           | Bologna                    | 30              |
| 2014 | Francie            | „Dernière Danse“                | Indila                               | 251           | Španělsko                  | 26              |
| 2015 | Francie            | „Andalouse“                     | Kendji Girac                         | 248           | Paříž                      | 31              |
| 2016 | Španělsko          | „Sofia“                         | Álvaro Soler                         | 234           | Paříž                      | 28              |
| 2017 | Austrálie          | „Fighting for Love“             | Dami Im                              | 232           | Španělsko                  | 28              |
| 2018 | Spojené království | „Scared of the Dark“            | Steps                                | 230           | Sydney                     | 29              |
| 2019 | Spojené království | „Someone You Loved“             | Lewis Capaldi                        | 241           | Londýn                     | 28              |
| 2020 | Spojené království | „Physical“                      | Dua Lipa                             | 213           | Edinburgh                  | 28              |
| 2021 | Austrálie          | „Fly Away“                      | Tones and I                          | 172           | Cardiff                    | 29              |
| 2022 | Ročník zrušen      | Ročník zrušen                   | Ročník zrušen                        | Ročník zrušen | Ročník zrušen              | Ročník zrušen   |
| 2023 | Spojené království | „As It Was“                     | Harry Styles                         | 255           | Canberra                   | 31              |

### OGAE Video Contest
Všechny kluby OGAE mohou přihlásit jednu píseň včetně videoklipu vydanou v posledních 12 měsících v jejich zemi, přičemž zde neplatí žádná podmínka ohledně jazyka písně.

#### Účast
Soutěže se dosud alespoň jednou zúčastnilo 50 zemí.
| Rok  | Debutující země |
| ---- | --- |
| 2003 | Albánie, Arménie, Bosna a Hercegovina, Finsko, Francie, Německo, Řecko, Island, Izrael, Itálie, Severní Makedonie, Malta, Nizozemsko, Norsko, Portugalsko, Rusko, Slovinsko, Španělsko, Turecko, Spojené království |
| 2004 | Bulharsko, Chorvatsko, Lucembursko, Srbsko a Černá Hora |
| 2005 | Irsko, Kazachstán (ROW),Polsko, Ukrajina |
| 2006 | Moldavsko, Srbsko, Jižní Afrika (ROW) |
| 2007 | Andorra, Rakousko, Estonsko, Lotyšsko, Namibie (ROW) |
| 2010 | Austrálie (ROW) |
| 2012 | Belgie, Spojené státy americké (ROW) |
| 2013 | Bělorusko |
| 2014 | Ázerbájdžán, Černá hora, Slovensko |
| 2016 | Kypr, Česká republika, Maďarsko, Rumunsko, Švédsko, Švýcarsko, Uzbekistán (ROW) |

#### Vítězové
Od roku 2003 soutěž vyhrálo devět zemí. Nejúspěšnější byla Francie, která vyhrála čtyřikrát.
| Rok  | Země               | Video                  | Interpret           | Body        | Hostitel       |             |
| ---- | ------------------ | ---------------------- | ------------------- | ----------- | -------------- | ----------- |
| 2003 | Francie            | „Fan“                  | Pascal Obispo       | 122         | Istanbul       |             |
| 2004 | Portugalsko        | „Cavaleiro Monge“      | Mariza              | 133         | Fontainebleau  |             |
| 2005 | Ukrajina           | „I Will Forget You“    | Svetlana Loboda     | 171         | Lisabon        |             |
| 2006 | Itálie             | „Contromano“           | Nek                 | 106         | Smyrna         |             |
| 2007 | Rusko              | „LML“                  | Via Gra             | 198         | Florencie      |             |
| 2008 | Rusko              | „Potselui“             | Via Gra             | 140         | Moskva         |             |
| 2009 | Rusko              | „Karma“                | Yin-Yang            | 142         | St. Petersburg |             |
| 2010 | Polsko             | „Kim tu jestem“        | Justyna Steczkowska | 85          | Volgograd      |             |
| 2011 | Francie            | „Lonely Lisa“          | Mylène Farmer       | 96          | Vratislav      |             |
| 2012 | Itálie             | „È l'amore che conta“  | Giorgia             | 135         | Paříž          |             |
| 2013 | Belgie             | „Papaoutai“            | Stromae             | 144         | Turín          |             |
| 2014 | Francie            | „Tourner dans le vide“ | Indila              | 141         | Brusel         |             |
| 2015 | Německo            | „Gäa“                  | Oonagh              | 122         | Paříž          |             |
| 2016 | Spojené království | „Hymn for the Weekend“ | Coldplay            | 673         | Lüneburg       |             |
| 2017 | Belgie             | „Mud Blood“            | Loïc Nottet         | 184         | Londýn         |             |
| 2018 | Česko              | „Me Gusta“             | Mikolas Josef       | 132         | Antverpy       |             |
| 2019 | Ukrajina           | „Siren Song“           | Maruv               | 174         | Praha          |             |
| 2020 | Švédsko            | „Fingers Crossed“      | Agnes               | 157         | Kyjev          |             |
| 2021 | Francie            | „Nous“                 | Julien Doré         | 165         | Stockholm      |             |
| 2022 | Nekonalo se        | Nekonalo se            | Nekonalo se         | Nekonalo se | Nekonalo se    | Nekonalo se |